# Heddesbach
Heddesbach là một xã nằm ở huyện Rhein-Neckar-Kreis, thuộc bang Baden-Württemberg của Đức.